# Кузай
Кузай (нем. Kusey) — община в Германии, в земле Саксония-Анхальт. 
Входит в состав района Зальцведель. Подчиняется управлению Клётце.  Население составляет 723 человек (на момент 2015 года). Занимает площадь 37,77 км², со всеми незаселенными территории. Учитывая только город, площадь 0.877 км². Автомобильный код - SAW. Официальный код - 15 0 81 300

## География

### Высота центра
Самая высокая точка Кузай в высоту 58 Метров

### Климат
Умеренный климат. Зима довольно мягкая, а лето особенно жаркое.

### Часовой пояс
UTC+1, летом UTC+2